# Edmund Jurystowski
Edmund Jurystowski (ur. 1873, zm. 1956) – polski prawnik, urzędnik państwowy Austro-Węgier i II Rzeczypospolitej,  pierwszy wojewoda stanisławowski.

## Życiorys
Urodził się w rodzinie Edmunda (zm. 1892) i Marii z Pankratiewów (1835–1880). W 1891 ukończył C. K. IV Gimnazjum we Lwowie. Następnie ukończył studia na Wydziale Prawa Uniwersytetu Lwowskiego. Od 1897 pracował w administracji Austro-Węgier w Galicji – został mianowany praktykantem konceptowym Namiestnictwa. Po odzyskaniu niepodległości przez Polskę, w 1920 został starostą tarnopolskim. Od 1 października 1921 do 18 sierpnia 1925 pierwszy wojewoda stanisławowski. Współwłaściciel majątku Kurowce w woj. tarnopolskim.
Pochowany w grobowcu rodzinnym na Cmentarzu Łyczakowskim we Lwowie.

## Ordery i odznaczenia
- Krzyż Komandorski Orderu Odrodzenia Polski (27 grudnia 1924)[7]